# Église Saint-Vincent de Paul de Lyon
L'église Saint-Vincent de Paul est située dans le 8e arrondissement de Lyon.

## Histoire
L'église construite en 1926 par Sainte-Marie Perrin fils et Jacquet est détruite par des bombardements en 1944. Elle est reconstruite à l'identique après la guerre par Pierre Labrosse.